# Fernand Saivé
Fernand Saivé (24 mai 1900 – 12 avril 1981) est un coureur cycliste belge. Il participe à trois épreuves aux Jeux olympiques en 1924 et gagne une médaille d'argent dans la course sur route par équipe et une de bronze dans la poursuite par équipe,. Il participe au Tour de France 1926